# Trường Đại học Khoa học Xã hội và Nhân văn, Đại học Quốc gia Thành phố Hồ Chí Minh
Trường Đại học Khoa học Xã hội và Nhân văn (tiếng Anh: University of Social Sciences and Humanities, Vietnam National University Ho Chi Minh City – USSH-VNUHCM) là một thành viên của Đại học Quốc gia Thành phố Hồ Chí Minh – hệ thống đại học xếp hạng 158 Châu Á (QS 2021), TOP 101–150 đại học dưới 50 tuổi (QS 2021), TOP  301–500 trong 786 cơ sở giáo dục đại học hàng đầu đến từ 78 quốc gia do QS GER 2022 xếp hạng, TOP 601–800 trường đại học trên thế giới trong lĩnh vực Khoa học Xã hội (THE 2022), TOP 193 thế giới về chất lượng đầu ra của cựu sinh viên (QS GER 2022).
Trường có tiền thân là Đại học Văn khoa/ Văn khoa Đại học đường (từ năm 1957-1976, thuộc Viện Đại học Sài Gòn), Đại học Tổng hợp TP. HCM (từ năm 1976-1996). Hiện nay, Trường là trung tâm nghiên cứu, đào tạo trong lĩnh vực khoa học xã hội và nhân văn lớn nhất miền Nam Việt Nam.
Vào tháng 10/2021, Trường ĐH KHXH&NV chính thức công bố lộ trình tự chủ trong chiến lược phát triển Nhà trường.

## Các ngành đào tạo
- Trường Đại học Khoa học Xã hội và Nhân văn, Đại học Quốc gia TP. Hồ Chí Minh (VNUHCM-University of Social Sciences and Humanities) là một thành viên của hệ thống Đại học Quốc gia TP. Hồ Chí Minh. Trường được thành lập vào năm 1957 với  tiền thân là Đại học Văn Khoa (thuộc Viện Đại học Sài Gòn), Đại học Tổng hợp TP. Hồ Chí Minh. Trường là trung tâm nghiên cứu, đào tạo trong lĩnh vực khoa học xã hội và nhân văn lớn nhất miền Nam.
- Trường đào tạo 34 ngành bậc Đại học, 34 ngành bậc Thạc sĩ và 17 ngành bậc Tiến sĩ trong 9 lĩnh vực: (1) Khoa học xã hội và Hành vi;  (2) Nhân văn;  (3) Khoa học giáo dục và đào tạo giáo viên;  (4) Báo chí và Thông tin;  (5) Kinh doanh và Quản lý;  (6) Dịch vụ xã hội;  (7) Du lịch, Khách sạn, Thể thao và Dịch vụ cá nhân;  (8) Kiến trúc và Xây dựng;  (9) Môi trường và Bảo vệ môi trường.

## Lịch sử hình thành, phát triển

### Lịch sử hình thành
Sau Hiệp định Genève 1954, Trường được đặt những nền móng đầu tiên bằng việc thành lập Trường Cao đẳng dự bị Văn khoa Pháp (tháng 11 năm 1955 ) - là trường thành viên của Viện Đại học Sài Gòn. Đến ngày 1 tháng 3 năm 1957, Trường được chính thức thành lập với tên gọi Trường Đại học Văn khoa thuộc Viện Đại học Sài Gòn.
Vào tháng 10 năm 1975, Đại học Văn Khoa có nhiều thay đổi về mục tiêu, chương trình và nội dung đào tạo. Tháng 4 năm 1976, Đại học Văn khoa hợp nhất với Đại học Khoa học (Đại học Khoa học Tự nhiên bây giờ) thành Đại học Tổng hợp TP. Hồ Chí Minh, trung tâm đào tạo và nghiên cứu khoa học cơ bản lớn nhất ở các tỉnh phía nam Việt Nam.
Từ năm 1976 đến năm 1996, Trường trở thành bộ phận các ngành khoa học xã hội và nhân văn trong Đại học Tổng hợp TP. Hồ Chí Minh. Ngày 30 tháng 3 năm 1996, trường mang tên Trường Đại học Khoa học Xã hội và Nhân văn thuộc hệ thống Đại học Quốc gia Thành phố Hồ Chí Minh theo Quyết định số 1233/QĐ-BGD&ĐT của Bộ trưởng Bộ Giáo dục và Đào tạo.
Ngày 20 tháng 11 năm 2017, sự kiện Kỷ niệm 60 năm hình thành và phát triển đã thu hút đông đảo lãnh đạo, thầy cô giáo, cựu sinh viên, sinh viên, đối tác tham dự - đánh dấu một cột mốc phát triển quan trọng trong lịch sử phát triển của đại học này.
Từ năm 2022, Nhà trường thực hiện tự chủ đại học với nhiều thay đổi trong quản trị đại học, đào tạo, nghiên cứu nhằm hướng đến một đại học nghiên cứu trong hệ thống Đại học Quốc gia TP. Hồ Chí Minh, nằm trong tốp đầu trong lĩnh vực khoa học xã hội và nhân văn của Châu Á.

### Giá trị cốt lõi
Sáng tạo - Dẫn dắt - Trách nhiệm

### Triết lý giáo dục
Giáo dục toàn diện - Khai phóng - Đa văn hóa

### Chương trình Đại học xanh
Ngày 11 tháng 5 năm 2019, Nhà trường công bố và phát động thực hiện Chương trình Đại học Xanh. Chương trình Đại học Xanh có 3 nội dung chính gồm 3 giai đoạn đi từ nhận thức, hành động đến hình thành văn hóa xanh: (1) thực hiện chương trình thay đổi nhận thức để thích ứng với lối sống xanh, (2) tổ chức hoạt động cụ thể để bảo vệ môi trường như phân loại rác tại nguồn, cải tạo cảnh quan, hạn chế và nói không với chất nhựa dùng một lần, xây dựng không gian học tập và làm việc xanh, (3) xây dựng văn hoá sống xanh với các chương trình làm tác động đến sự thay đổi nhận thức hướng đến lối sống xanh.

### Công ty thuộc quyền sở hữu và quản lý
Công ty TNHH Dịch vụ khoa học và Du lịch Văn khoa Lưu trữ ngày 29 tháng 9 năm 2020 tại Wayback Machine
Hợp tác xã Thanh niên - YouthCoop

### Văn phòng Ban Liên lạc cựu sinh viên
Đây là nơi làm việc của Ban Liên lạc cựu sinh viên trường có chức năng kết nối cựu sinh viên, tổ chức các hoạt động hỗ trợ theo nhu cầu của cựu sinh viên và được đặt tại phòng B106, 10-12 Đinh Tiên Hoàng, Quận 1, TP. Hồ Chí Minh (website)

## Lãnh đạo
| STT | Hiệu trưởng        | Nhiệm kỳ  | Thời gian | Ct.           |
| --- | ------------------ | --------- | --------- | ------------- |
| 1   | Nguyễn Quang Điển  | 1996–1999 | 3 năm     | [ 5 ]         |
| 2   | Ngô Văn Lệ         | 1999–2007 | 8 năm     | [ 6 ] [ 7 ]   |
| 3   | Võ Văn Sen         | 2007–2018 | 11 năm    | [ 8 ] [ 9 ]   |
| 4   | Ngô Thị Phương Lan | 2018–nay  | 7 năm     | [ 10 ] [ 11 ] |

## Cựu sinh viên
Trong số những sinh viên đã tốt nghiệp tại Trường, nhiều người đã trở thành những chính trị gia nổi tiếng: 

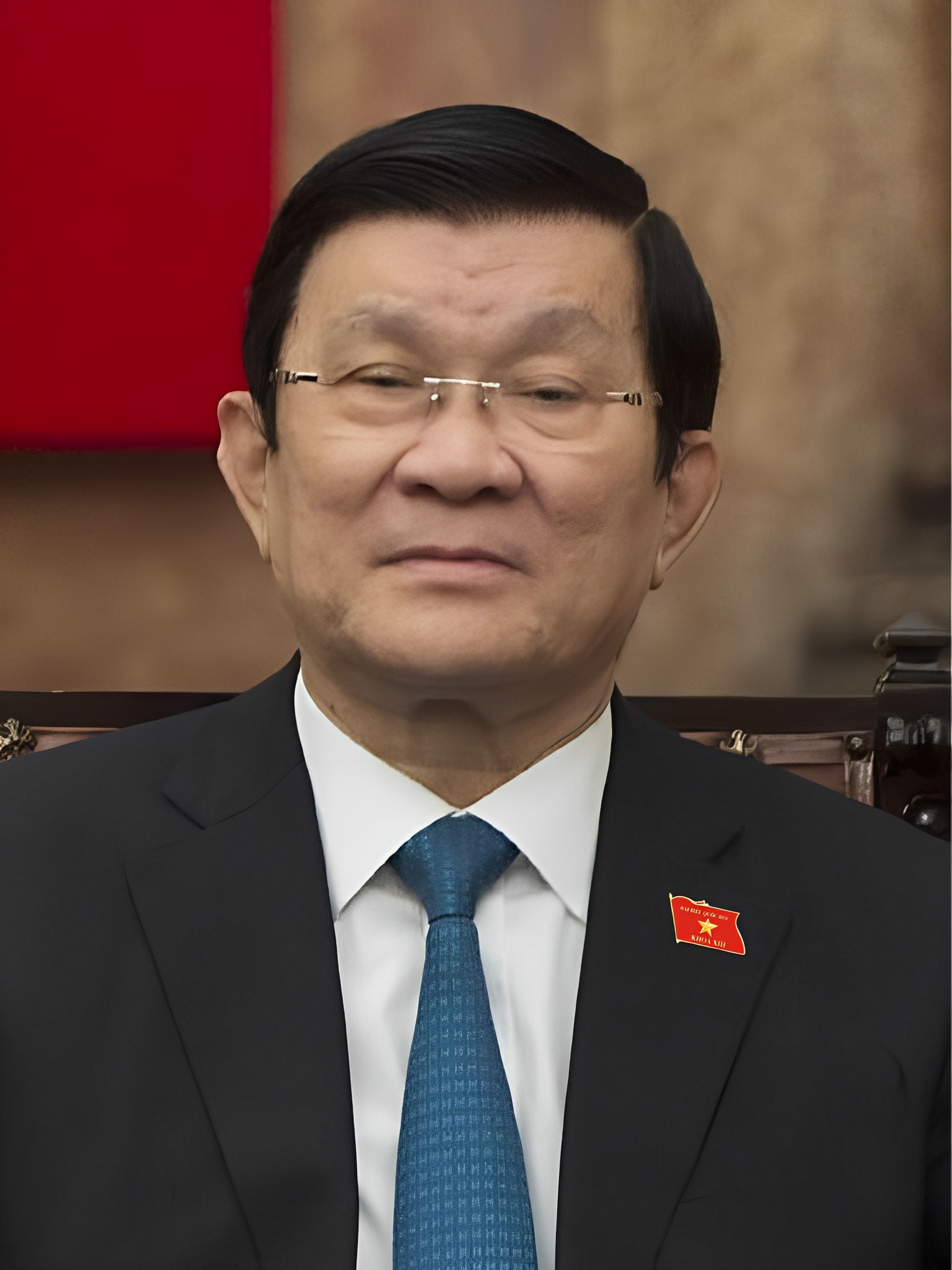
Trương Tấn Sang, Nguyên Ủy viên Bộ Chính trị, Nguyên Chủ tịch nước Cộng hòa xã hội chủ nghĩa Việt Nam
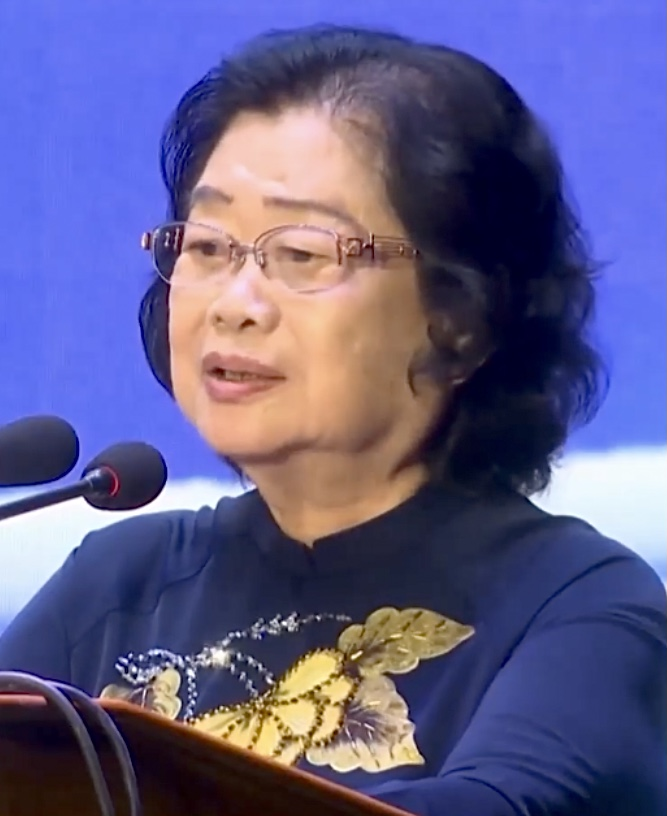
Trương Mỹ Hoa, Nguyên Bí thư Trung ương Đảng, Nguyên Phó Chủ tịch nước Cộng hòa xã hội chủ nghĩa Việt Nam
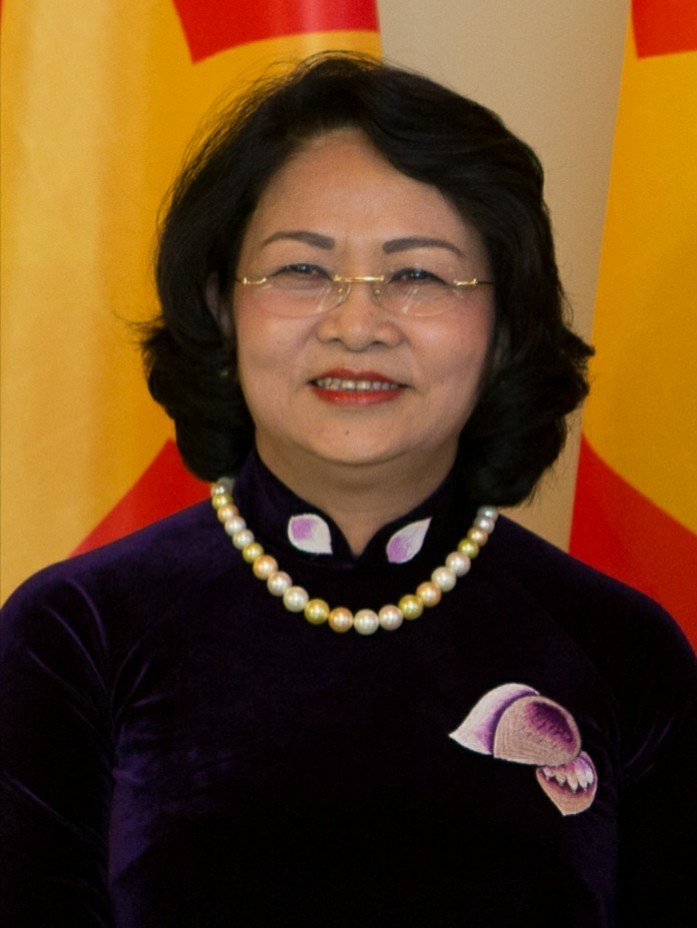
Đặng Thị Ngọc Thịnh, Nguyên Ủy viên Ban Chấp hành Trung ương Đảng, Nguyên Phó Chủ tịch nước Cộng hòa xã hội chủ nghĩa Việt Nam
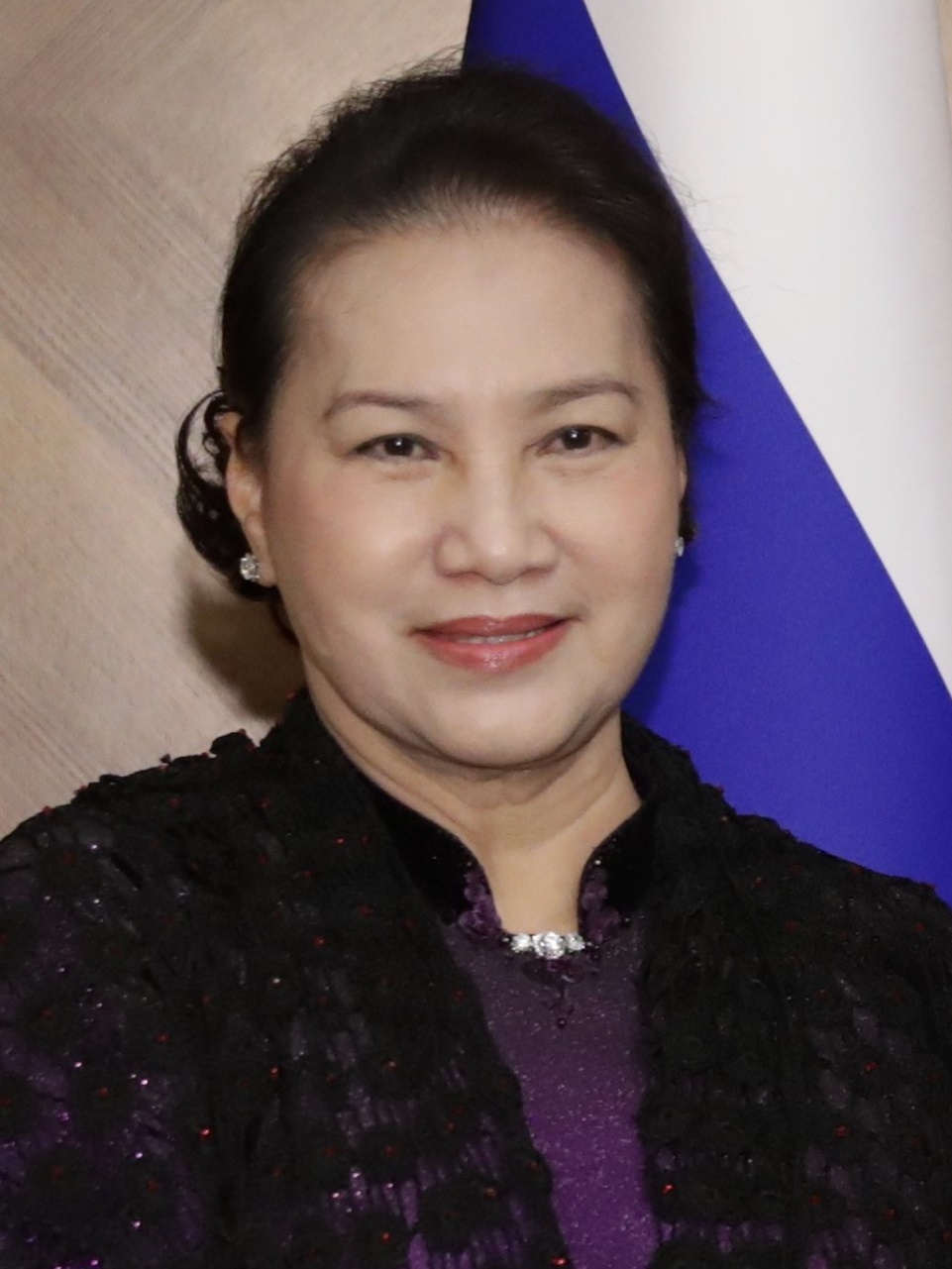
Nguyễn Thị Kim Ngân, Nguyên Ủy viên Bộ Chính trị, Nguyên Chủ tịch Quốc hội Nước Cộng hòa xã hội chủ nghĩa Việt Nam
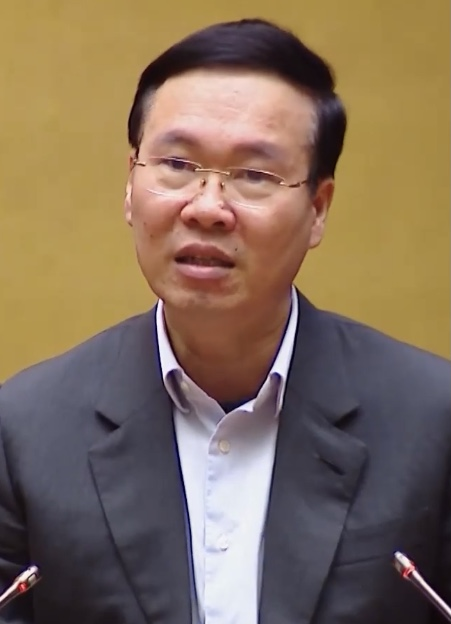
Võ Văn Thưởng, Nguyên Ủy viên Bộ Chính trị, Nguyên Chủ tịch nước Cộng hòa xã hội chủ nghĩa Việt Nam

Bên cạnh đó, nhiều sinh viên tốt nghiệp từ Trường cũng có nhiều đóng góp cho đất nước ở nhiều lĩnh vực, đặc biệt là văn học - nghệ thuật :
Nhạc sĩ Trần Long Ẩn (1943), nhạc sĩ Vũ Đức Sao Biển (1948 - 2020), nhạc sĩ Tôn Thất Lập (1942-2023), nhạc sĩ Đức Huy (1947),...
Nhà văn Dương Thụy (1975), nhà thơ Thái Thăng Long, nhà văn Bích Ngân, nhà thơ Trương Nam Hương, nhà báo Huỳnh Dũng Nhân, nhà thơ Lê Minh Quốc, nhà biên kịch Dương Cẩm Thúy, đạo diễn Huỳnh Ngọc Xum...
Hoa hậu Hòa bình Quốc tế 2021 Nguyễn Thúc Thùy Tiên (1998), Siêu mẫu - Hoa khôi Áo dài Việt Nam 2014 Trần Ngọc Lan Khuê (1992), Hoa hậu Thế giới Việt Nam 2022 Huỳnh Nguyễn Mai Phương (1999), Á hậu 1 Hoa hậu Việt Nam 2006 Lưu Bảo Anh (1982), Top 10 Hoa Hậu Hoàn Vũ Việt Nam 2023 Phan Lê Lê Hoàng An (2000), Á hậu Hoàng Anh...
NSND Bạch Tuyết (1945), ca sĩ Hồ Trung Dũng (1982), ca sĩ - diễn viên Hari Won (1985), MC Hoài Anh (1980), MC Tấn Tài (1983), diễn viên Đinh Ngọc Diệp, người mẫu - diễn viên Ribi Sachi (1990), ca sĩ Orange(1997), MC Xuân Hiếu, MC Minh Phương, Diva Hồng Nhung (1970)...